# Villa Minozzo
Villa Minozzo (La Vìla da Mnòcc in dialetto locale) è un comune italiano di 3 530 abitanti della provincia di Reggio Emilia in Emilia-Romagna. Per la sua estensione amministrativa, è il terzo territorio comunale più grande della provincia dopo Ventasso e Reggio nell'Emilia.

## Geografia fisica

### Territorio
Situato nell'Appennino reggiano, il territorio comunale di Villa Minozzo è il più esteso della provincia di Reggio Emilia, dopo quello del capoluogo Reggio nell'Emilia e di Ventasso. L'abitato di Villa Minozzo sorge su colle, a cavallo delle valli dei torrenti Secchiello e Prampola, a 54 km a sud di Reggio Emilia. Il comune confina a ovest con Ventasso a e nord con Castelnovo ne' Monti, ad est con Toano e con il comune modenese di Frassinoro, a sud con i comuni lucchesi di Villa Collemandina, Castiglione di Garfagnana e Sillano Giuncugnano.
Il territorio è quasi del tutto compreso nel Parco nazionale dell'Appennino Tosco-Emiliano, e si estende dai 350 m s.l.m. del fondovalle Secchia ai 2121 m s.l.m. del Monte Cusna. Dal 9 giugno 2015 è Riserva della biosfera nell'ambito del Programma sull'uomo e la biosfera dell'UNESCO

## Origini del nome
La prima menzione di Villa Minozzo si trova probabilmente in un diploma del 963 rilasciato da Ottone I di Sassonia. Secondo Milani, le vicende di Villa Minozzo durante il Medioevo sono strettamente collegate a quelle del castello di Ripiola. Solo nel 1615 il nome "Villa" venne ufficialmente associato alla comunità, che contava allora 137 abitanti. Già nel 1590, grazie alla sua posizione strategica per gli scambi commerciali, la sede del mercato era stata trasferita qui. Alla fine del XVIII secolo, la popolazione era cresciuta fino a 251 abitanti. Villa Minozzo divenne sede comunale definitiva nel 1815.  Il nome “Minozzo” è forse più probabilmente collegato alla rocca chiamata del Melocio esistente nel paese (in dialetto locale pronunciato M'no-c).

## Storia

### Le origini
Fra le prime tracce della presenza umana nel territorio comunale ci sono i reperti mesolitici raccolti in località Lama Lite, situata ad oltre 1700 m s.l.m.
Presso l'abitato di San Bartolomeo, lungo il fiume Secchia, è stata rinvenuta una necropoli di epoca romana. Nei pressi del capoluogo di comune, si segnala il ritrovamento di una fibula gallica.
Tito Livio nel 187 a.C. ci segnala che il console Marco Emilio Lepido depredando e distruggendo, nella guerra condotta contro i Liguri Friniates e Apuani che abitavano questi territori, potrebbe avere attraversato gli Appennini passando per il territorio del comune di Villa Minozzo, da o per la Garfagnana (vedi Passo della Pradarena o passo delle "Forbici/Radici").
Il passaggio non è chiaro visto che Tito Livio non ci dice dove è avvenuto il passaggio e neppure se questo sia avvenuto tra la Toscana e l'Emilia o viceversa. La logica ci suggerisce che il passaggio sia avvenuto tra l'Emilia verso la Toscana visto che nel racconto precedente vengono indicati i monti Ballistam (Valestra) e Suismontium (Bismantova) e poi viene riportato che è avvenuto il passaggio degli Appennini.
Alla fine del 1700 Lodovico Ricci nella sua opera “Corografia dei territori di Modena, Reggio e degli altri stati appartenenti alla casa d'Este", per descriverci la strada che passava per il passo di Pradarena usava le seguenti parole: «Da Fellina, qui vi trova un ramo di strada al Mezzodì, che passando la Secchia alla Gatta corre per Menozzo e Ligonchio a Sillano e cala in Garfagnana»
Inoltre, sempre la logica, ci porta ad escludere che il passaggio sia avvenuto verso la Lunigiana, visto che sempre lo stesso Tito Livio dice che l'anno seguente, nel 186 a.C., i Romani subirono nella valle del fiume Magra, zona che non conoscevano bene, una disastrosa sconfitta a opera dei Liguri Apuani nella battaglia ricordata con il nome di Saltus Marcius.

### Medioevo
Un diploma dell'imperatore Ottone I, del 963, e un altro di Ottone II nel 980, confermano il possesso della cortem de' Melocio cum plebe alla Chiesa di Reggio Emilia. Intorno all'anno 1000 è attestato un archpresbyter Melocii e successivamente un parroco chiamato Antonio de Menotio.
Nel 1070 ritroviamo Minozzo menzionato in un documento in cui il vescovo Gandolfo di Reggio Emilia che riconferma tutte una serie beni a Beatrice e Matilde di Canossa, ma contrariamente a quanto si può pensare il vescovo Gandolfo mantiene propri soldati a presidio di Minozzo, il che ci fa pensare che il vescovo Gandolfo attribuisse a questa località qualche particolare importanza strategica.
Va inoltre ricordato che negli anni successivi il Vescovo Gandolfo si dimostrò uno dei più acerrimi nemici della contessa Matilde schierandosi apertamente con l'Imperatore Enrico V contro il Papa Gregorio VII; Gandolfo insieme con altri vescovi del nord Italia partecipò all'elezione dell'Antipapa Clemente III, e fu sconfitto dalla stessa Matilde di Canossa nella battaglia di Sorbara nel 1084 come ci racconta il monaco Donizone di Canossa nella Vita Mathildis. Il che fa ipotizzare che Minozzo sotto il vescovo Gandolfo sia stata una roccaforte isolata e ostile alla potentissima Contessa Matilde, nel cuore dei suoi domini e soprattutto alle spalle del poderoso sistema difensivo costituito dai castelli di Canossa e Carpineti il che spiegherebbe anche il motivo per cui la Contessa Matilde per motivi strategici si è ripresa Poiano (dotandolo di castello) e che in precedenza aveva donato all'Abbazia di Frassinoro dandovi in cambio il territorio di Ligonchio e altri territori in Garfagnana nel 1076. A conferma che Minozzo non orbitasse fra i territori controllati dalla potentissima Contessa Matilde vi è anche il fatto che Minozzo compare anche in un documento nel 1092 dell'antipapa Clemente III e che questo ha esercitato la sua giurisdizione solo su territori di provata fede Imperiale.
Questo spiega anche la merlatura ghibellina che è riportata sullo stemma comunale raffigurante la Rocca di Minozzo, conservate in antiche carte della corte Estense di Modena.
E probabilmente in ricordo di queste vicende che gli uomini del comune di Minozzo nello Statuta Castellantiae ac totius Praetoria Minotii vollero fieramente che nello statuto fosse ricordato che in primo luogo "gli uomini della Castellanza di Minozzo sono del vescovo di Reggio" (Homines Castellantiae Minotii sunt Episcupatus Regii). Nel 1092 l'abitato è citato in una bolla dell'antipapa Clemente III. La contessa Matilde nel 1102 cita un ricovero per poveri sito in Campo Camelasio e nel 1106, fa riferimento ad un eremo situato in San Veneri nell'attuale frazione di Carù.
Nel 1240 il Comune di Reggio ingrandì il suo contado sottomettendo diverse località della Montagna, nel territorio di Villa Minozzo fecero atto di sottomissione tra le altre Coriano, Costabona e Febbio. Nel 1268 i reggiani completarono le conquiste sottomettendo Minozzo. Tra le famiglie che esercitarono autorità nella zona vanno ricordati i Dalli, provenienti dalla Garfagnana e filo-estensi, i Fogliani, i Malvasia, oltre a casate fiorentine, gli Arnaldi, e modenesi, i Rocchi.

### Età moderna
Nel XV secolo si ebbero dispute coi pastori garfagnini di Soraggio per l'uso di pascoli nei dintorni di Civago della questione fu investito il duca, che, dopo ricorsi e controricorsi, diede ragione ai toscani, i quali ottennero i pascoli in cambio di un orso vivo all'anno da portare al duca stesso, dopo qualche anno mutato in un cinghiale.
Nel XVI secolo l'Appennino reggiano conobbe una recrudescenza di banditismo; tra i briganti più famosi Domenico Amorotto, protetto dalla curia romana e ricercato da Francesco Guicciardini, il quale aveva una sua dimora anche in questa parte di Appennino, tra Gazzano e Civago, nella località di Torre dell'Amorotto, che da lui prese il nome.
Alla Repubblica Reggiana aderirono, nel 1796, i centri di Asta, Febbio e Secchio. Nell'età napoleonica venne creato il Distretto 22 di Minozzo, appartenente al Dipartimento del Crostolo. Dopo la restaurazione estense, Villa Minozzo continuò a raccogliere 36 comunelli. Dal 1815 fu definitivamente sede comunale e lo rimase anche dopo l'Unità d'Italia. Da segnalare che, tra il 1859 ed il 1870, Gazzano fu sede di comune e, dopo il suo scioglimento, nessun altro comune della provincia reggiana venne abolito. 

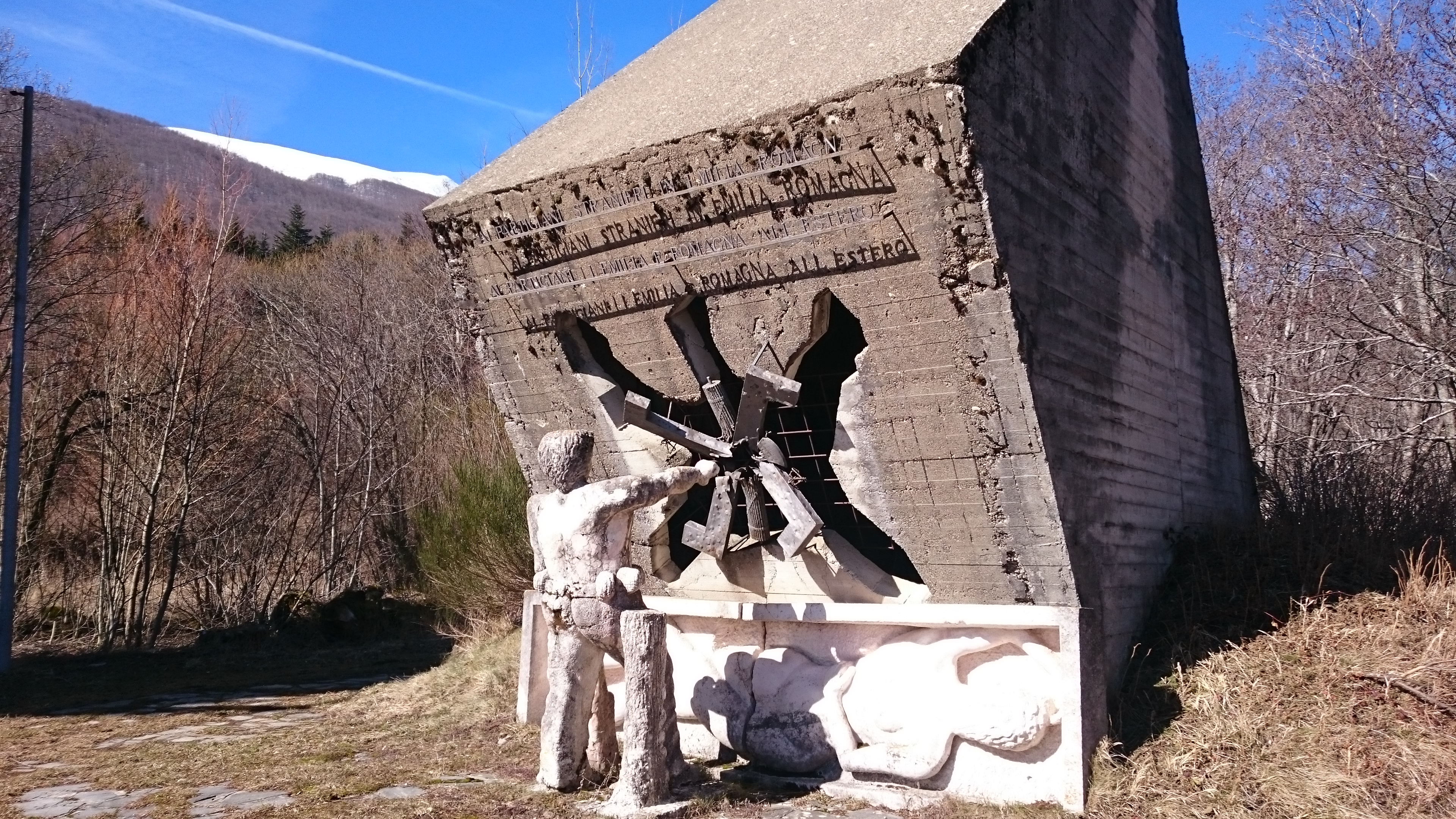
Monumento ai partigiani stranieri

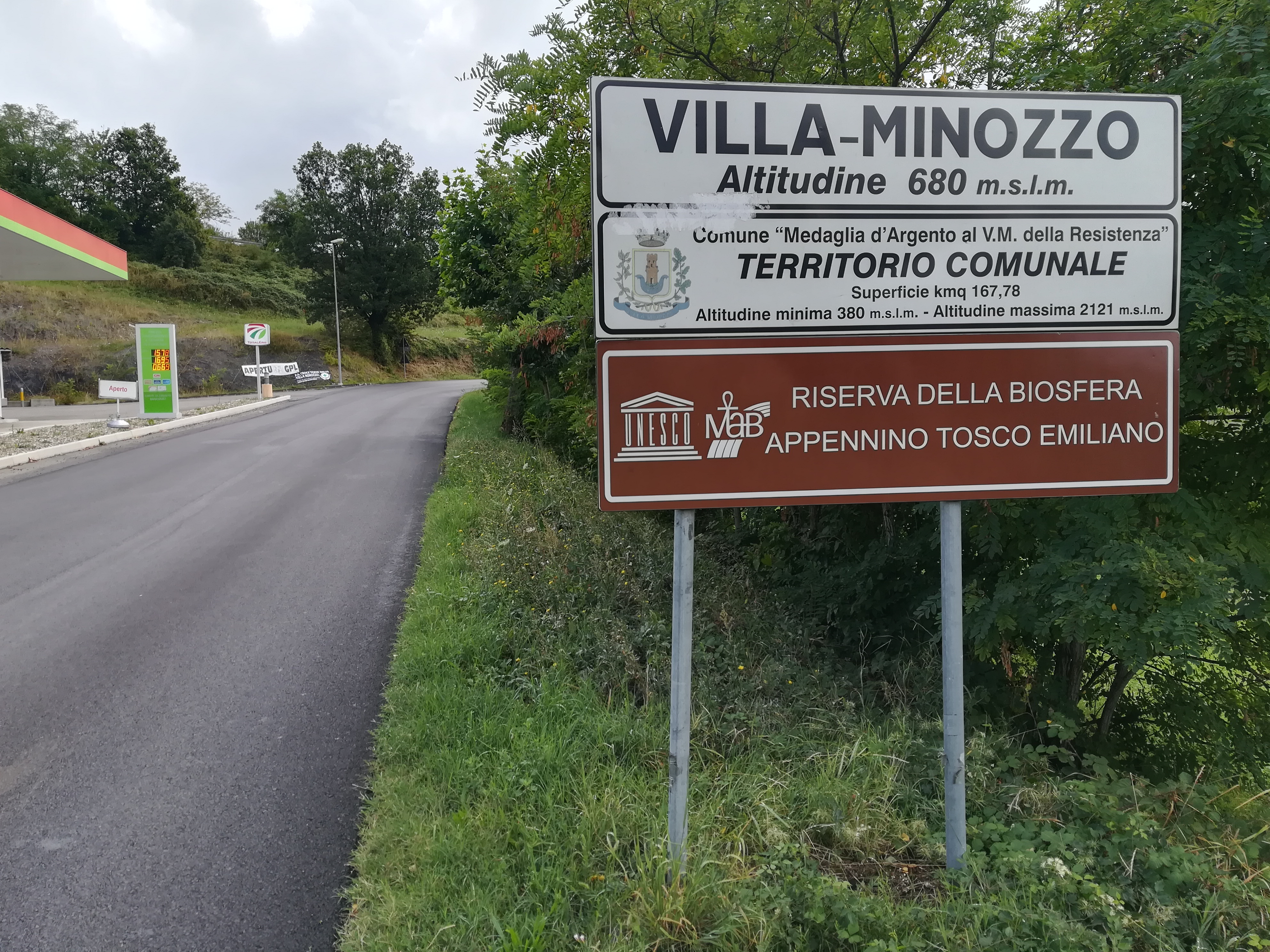
Villa Minozzo (Reggio Emilia)

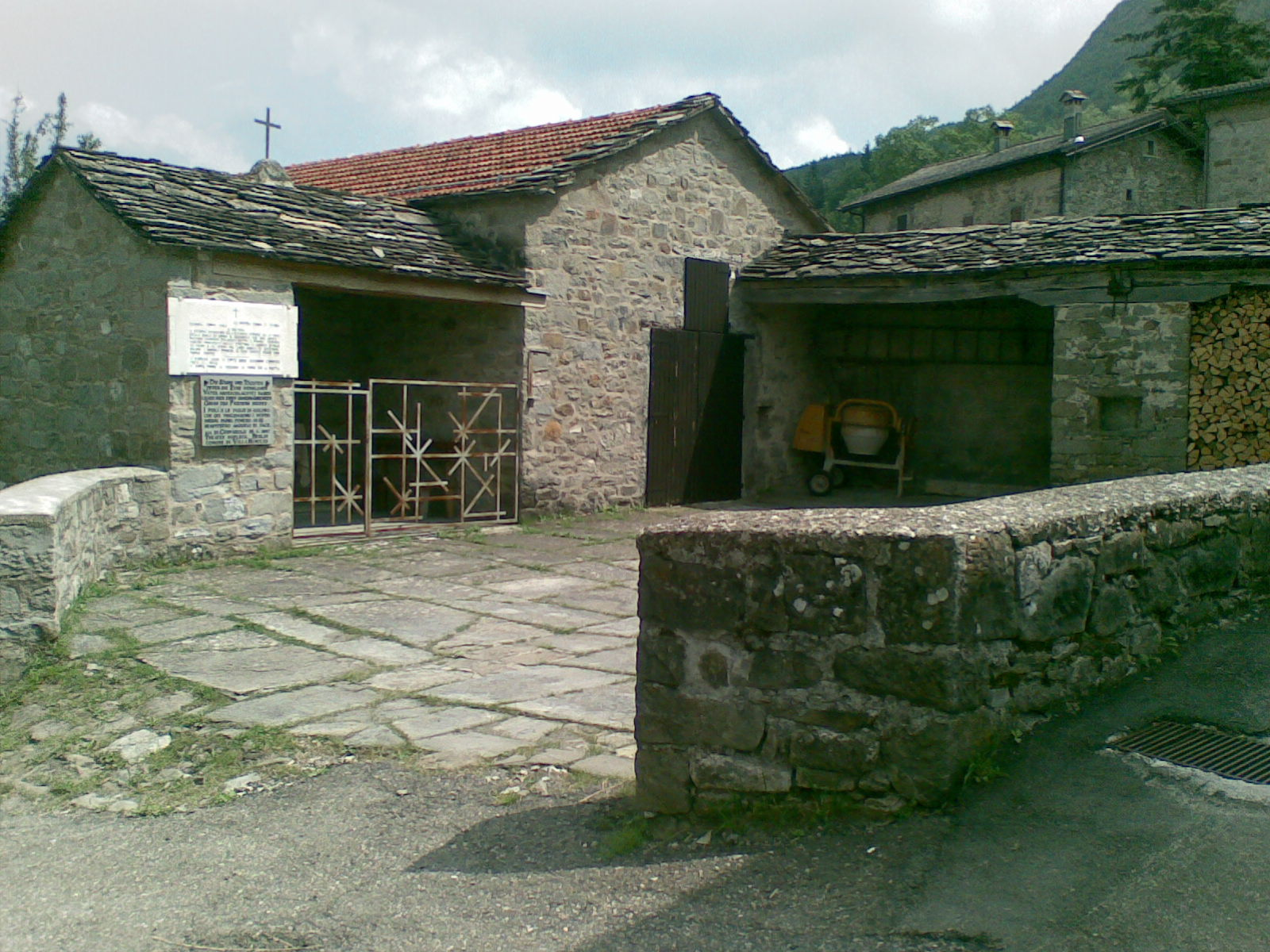
L'aia dove si consumò l'eccidio di Cervarolo.

(araldicacivica.it, Comune di Villa Minozzo – Storia dello stemma e del comune)

### Il Novecento
Durante la prima guerra mondiale si istituì in val d'Asta un campo di lavoro per prigionieri dell'esercito austro-ungarico, unico esempio nella provincia di Reggio Emilia. I prigionieri lavorarono alla costruzione di una ferrovia a scartamento ridotto, istituita nel 1918 fra Riparotonda, non lontano da Febbio, e Quara (16 km di lunghezza con pendenza massima del 3%). La ferrovia sorse per portare a valle il legname ricavato sulle pendici del Cusna, di cui in quei tempi c'era grande necessità; presso Gova lungo un piano inclinato i tronchi finivano nel torrente Dolo, da qui nel fiume Secchia, e venivano raccolti a San Michele dei Mucchietti presso Sassuolo. Purtroppo già nel 1920 la ferrovia venne smantellata. Il 7 settembre dello stesso anno il disastroso terremoto, originatosi tra la Garfagnana e la Lunigiana, distrusse molte case e fece molte vittime. Particolarmente colpite furono la Val d'Asta e l'alta valle del Dolo.

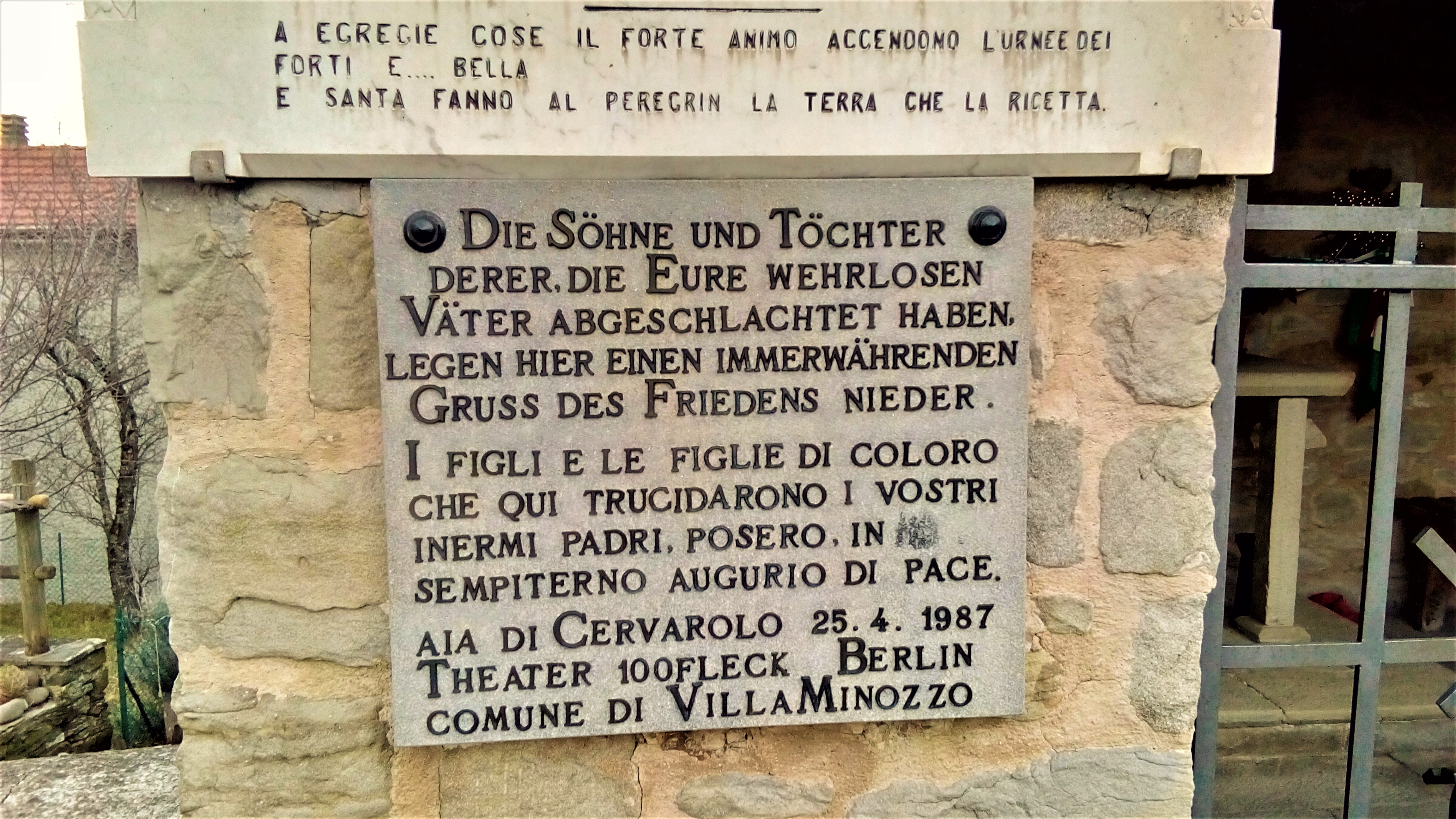
Lapide in tedesco a ricordo dell'Eccidio di Cervarolo

Durante la seconda guerra mondiale, il territorio comunale di Villa Minozzo divenne teatro operativo di numerose formazioni partigiane impegnate nella guerra di Liberazione contro i nazifascisti. In questa fase si distinsero alcuni antifascisti del luogo come il parroco di Tapignola don Pasquino Borghi e l'anarchico Enrico Zambonini. Il 15 marzo 1944 presso Cerrè Sologno i partigiani inflissero dure perdite ad una colonna tedesca impegnata nella repressione. Pochi giorni dopo, il 20 marzo, i nazifascisti attaccarono le frazioni di Cervarolo e Civago con l'obbiettivo di fare terra bruciata attorno alla Resistenza. I due villaggi furono saccheggiati e dati alle fiamme, inoltre a Cervarolo furono assassinati 24 civili inermi. Nell'estate 1944, dopo la caduta della Repubblica partigiana di Montefiorino, il territorio di Villa Minozzo fu nuovamente sconvolto da un rastrellamento che causò decine di morti e di deportati nella Germania nazista. Il 13 aprile 1945, a pochi giorni dalla Liberazione, l'abitato di Villa Minozzo fu dato alle fiamme dai tedeschi. Per sacrifici patiti e per la strage di Cervarolo il comune fu insignito nel dopoguerra della medaglia d’argento al valor militare. 
Tra gli anni cinquanta e gli anni sessanta il comune di Villa Minozzo, come gli altri comuni dell'alto crinale, fu interessato da un intenso spopolamento verso Reggio Emilia e le altre città industriali della pianura Padana.

### Simboli

Gonfalone del Comune di Villa Minozzo

Stemma del Comune di Villa Minozzo

#### Stemma
(araldicacivica.it, Comune di Villa Minozzo – Storia dello stemma e del comune)

#### Gonfalone
Drappo avente i colori rosso e bianco, con lo stemma e con l'aggiunta delle scritte: all'interno "COM ET HOM"; all'esterno "Villa Minozzo", concesso con regio decreto del 5 ottobre 1936, è un drappo partito di rosso e di bianco.

### Onorificenze
La frazione Cervarolo di Villa Minozzo, e per essa il Comune di Villa Minozzo, è tra le città decorate al valor militare per la guerra di liberazione, insignita il 6 marzo 1950 della medaglia d'argento al valor militare per i sacrifici delle sue popolazioni e per l'attività nella lotta partigiana durante la seconda guerra mondiale

## Monumenti e luoghi d'interesse

### La Rocca del Melocio[20]
Gli studiosi hanno in passato formulato diverse ipotesi sulle origini di questa struttura difensiva: secondo il Milani, per le tipologie costruttive utilizzate sarebbe un'opera tardo-imperiale; la datazione romana sembra tuttavia poco probabile.
Secondo lo storico Andreotti l'origine della Rocca di Minozzo deriverebbe dal passaggio di un'antica strada per la Garfagnana, che utilizzava il passo di Pradarena, probabilmente ricalcata sulla strada romana tra Parma e Lucca Lungo questa strada si trovano numerose rocche e castelli, che indicano la sua importanza in epoca medioevale e vi sono state rinvenute, nella località Gatta-San Bartolomeo, tombe romane interpretate come indizio dell'esistenza di un piccolo insediamento; qui esisteva inoltre un ospitale, posto lungo la Secchia, tra le valli dei torrenti Secchiello e Luccola.
Un secondo tracciato che si staccava da questo, saliva sul monte Prampa e scendeva quindi fino a Montecagno, Casalino e Piolo, dove si ricongiungeva con la strada per Ligonchio.
La struttura difensiva si trovava al confine naturale, costituito dal fiume Secchia, tra i territori bizantini, dell'esarcato di Ravenna, e quelli longobardi: parte del territorio dell'alto e medio Appennino Reggiano, con la caduta del Castrum Bismanto nella prima metà del VII secolo era passato in mano ai Longobardi, mentre il resto rimaneva in mano bizantina tra cui i territori dei comuni di Toano, Villa Minozzo e Ligonchio, che vi restarono fino al 728. Il territorio, insieme all'antica via romana detta Bibulca o via Imperiale, che metteva in comunicazione i territori bizantini nel modenese con la Garfagnana, era difesa da un Castrum Verabulum, identificato con San Vitale dei Carpineti, oppure con una località presso Bologna nei pressi dell'odierna Crespellano.
Si trattava di un'opera importante, con muri alti tra i 20 e 30 metri e protetta alle spalle dal monte Prampa. Alle difese si aggiungevano due torri di guardia tuttora esistenti in direzione di Bismantova (nelle località di Castellino e di Triglia), altri due torrioni o rocche (nelle località Sologno e Carniana), traccia di antichi castelli di datazione incerta nelle località di Piolo, di Toano, che conserva inoltre una chiesa romanica di epoca successiva, e di un altro, di epoca longobarda, sul torrente Dolo, presso la località di Quara.

### Torre dell'Amorotto
Il vero nome è Torre delle Scalelle fatta costruire nell'anno Mille dal Conte delle Scalelle. Nel XVI secolo viene occupata dal Brigante Domenico Amorotto che ne fece uno dei suoi rifugi più sicuri ed inespugnabili. La torre è sita appena fuori Civago, venne gravemente danneggiata dal Terremoto del 1920 e restaurata nel 2002 grazie a un progetto del Parco regionale dell'Alto Appennino Reggiano.

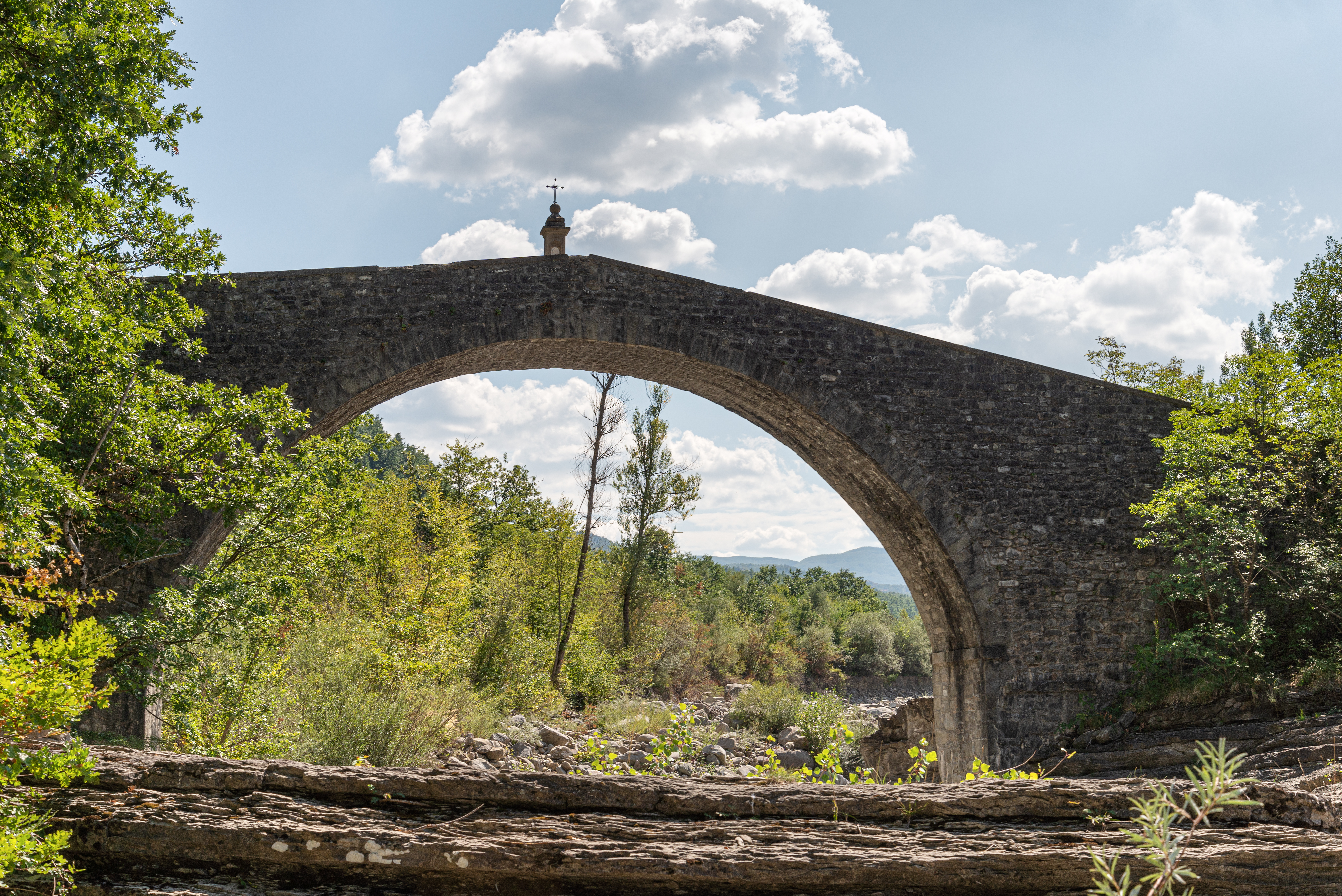
Ponte di Ca' di Gnano. A schiena d’asino (XVII-XVIII secolo). Unico esempio dell’Appennino reggiano.

Degni di nota anche il Torrione di Gova, il Ponte di ca’ di Gnano, il Pozzo di ca’ de Rossi, la Casa del Conte Dallo, il Borgo antico “Castello di Sologno”, il Mulino di Gacciola, il Mulino di Civago, e l'Edicola Morsiano.  Numerose anche le chiese e le Pieve disseminate nel territorio comunale.

Sologno con la Pietra di Bismantova

A Gazzano, a fianco della chiesa di San Marco, in una antica stalla, è possibile visitare la mostra permanente dei Presepi di Antonio Pigozzi, mentre nella Biblioteca comunale, è possibile visitare la Sala dell'Affresco;  si tratta di un affresco del XVI secolo raffigurante la Madonna di Loreto trasferita alla Biblioteca comunale.  Nell'antica Rocca è stata realizzata una esposizione di oggetti e fotografie, rappresentativi degli antici mestieri

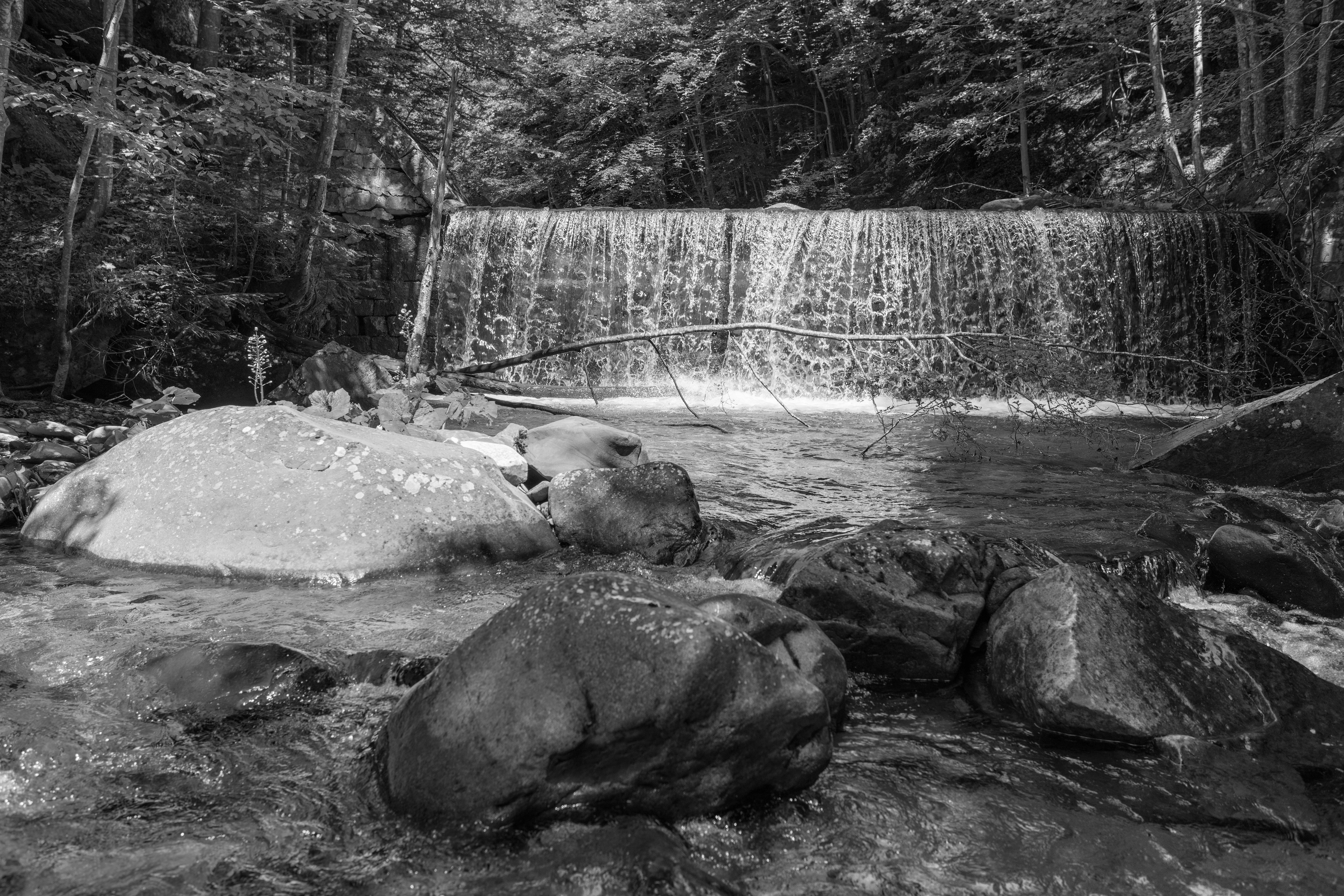
Torrente Dolo, Villa Minozzo, Reggio Emilia.

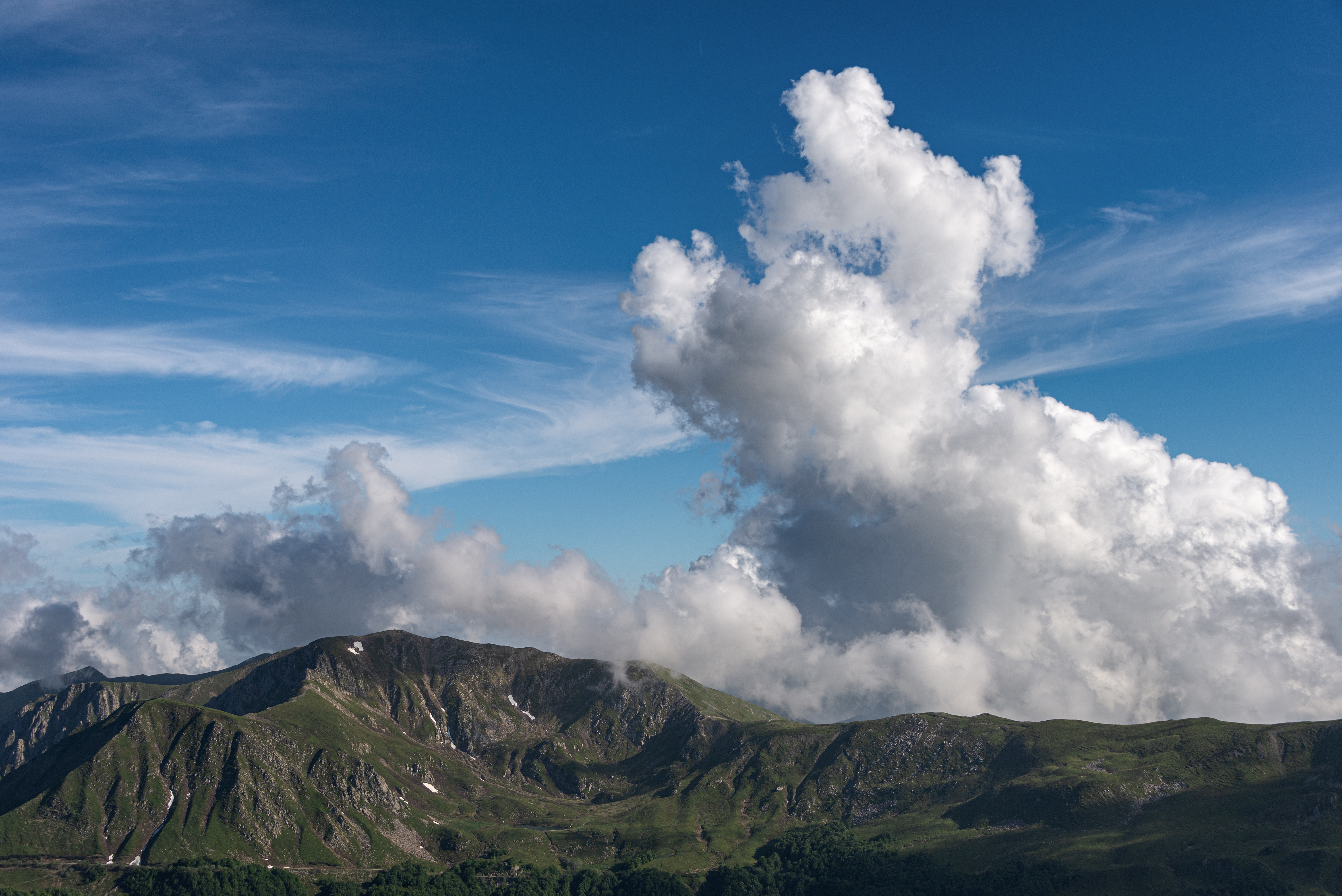
Monte Prado e Monte Cipolla - Villa Minozzo, Reggio Emilia

## Tradizioni
A Villa Minozzo, in estate, ancora si canta il Maggio, antica tradizione di teatro popolare con rappresentazioni all'aperto, in radure boschive e con delle scenografie essenziali
(Giordana Sassi, "Comunicare la tradizione:la figura di Orlando e dei paladini carolingi nei Maggi drammatici dell’Appennino Tosco-Emiliano". (Tesi di Laurea, 2004/2005))

## Società

### Evoluzione demografica
Abitanti censiti

### Etnie e minoranze straniere
Al 31 dicembre 2017 gli stranieri residenti nel comune sono 315, pari all'8,6% della popolazione. Di seguito sono riportati i gruppi più consistenti:
- Marocco: 67
- Albania: 61
- Regno Unito: 37
- India: 37
- Romania: 32

## Amministrazione
Di seguito è presentata una tabella relativa alle amministrazioni che si sono succedute in questo comune.
| Periodo        | Periodo         | Primo cittadino  | Partito               | Carica  | Note   |
| -------------- | --------------- | ---------------- | --------------------- | ------- | ------ |
| 24 giugno 1988 | 28 aprile 1997  | Paolo Bargiacchi | lista civica, PDS     | Sindaco | [ 43 ] |
| 28 aprile 1997 | 30 maggio 2006  | Felicino Magnani | centro-sinistra       | Sindaco | [ 43 ] |
| 30 maggio 2006 | 27 ottobre 2008 | Luigi Fiocchi    | lista civica          | Sindaco | [ 43 ] |
| 8 giugno 2009  | 27 maggio 2019  | Luigi Fiocchi    | lista civica Sì uniti | Sindaco | [ 43 ] |
| 27 maggio 2019 | 9 giugno 2024   | Elio Ivo Sassi   | lista civica          | Sindaco | [ 43 ] |
| 9 giugno 2024  | in carica       | Elio Ivo Sassi   | lista civica          | Sindaco | [ 43 ] |

### Storia amministrativa
Fino al 1815 la sede comunale di questo territorio era ubicata nella frazione di Minozzo, nella Rocca del Melocio. Durante il periodo napoleonico, nel 1805, nell'ambito del riordino del dipartimento del Crostolo (Reggio nell'Emilia), questo fu suddiviso in cantoni di cui il n. 8 era quello di Minozzo, composto di sette comuni o comunelli, con la separazione dei centri di Villa e Minozzo. In seguito alla separazione tra Villa e Minozzo, si originò la concorrenza tra i due centri per la sede del comune. Nel 1810 il governo stabilì che la sede comunale fosse Minozzo (con Sonareto, Razzolo, Valbucciana, Motefelecchio, Garfagno), mentre comune aggregato fu considerata Villa di Minozzo. Nell'anno successivo seguì un'ulteriore rettifica: il cantone di Minozzo comprendeva 5 comuni (Villa Minozzo con Minozzo, Toano, Gazzano, Ligonchio, Febbio). Nel 1812 i comuni del cantone divennero quattro (Minozzo, con 2 074 abitanti, Toano, con 2 193 abitanti, Gazzano o Asta, con 2 548 abitanti e Ligonchio, con 1 458 abitanti).
Con la caduta di Napoleone I fu ristabilita la situazione precedente: la sede del comune venne riportata a Minozzo, nella Rocca del Melocio: il sindaco scrisse tuttavia a Reggio Emilia che la sede non era più idonea ad ospitare la sede dell'amministrazione e con il permesso del duca di Modena, la sede venne nuovamente trasferita a Villa Minozzo il 15 marzo del 1815.
Il 6 ottobre 2013 si è svolto un referendum consultivo sulla proposta di fondere o meno i due comuni di Toano e Villa Minozzo, i cittadini dei due comuni hanno votato a maggioranza per il no alla fusione.